# 王氏 (杨庆妻)
王氏（？—621年），王世充兄长的女儿。杨庆之妻。
杨庆是隋朝河间王杨弘之子，大业末年封郇王，为荥阳郡太守。后来投靠王世充。王世充把侄女嫁给他，任命他为管州刺史。唐朝秦王李世民围攻洛阳，杨庆计划背叛王世充，想要和妻子王氏一起归唐。王氏对杨庆说：“郑国以妾来侍奉杨公，想要通过婚姻交结杨公之心。现在你三心二意，负恩背义，为自身考虑，妾将怎么办？如果至长安，我只不过是杨公家的婢女！愿你送我至东都，也算杨公之恩惠了。”杨庆不听。等待杨庆离开后，对侍者说：“唐兵如果获胜，我家就要灭亡。郑国如果保全，我丈夫又得死，进退维谷。我何以得活？”于是饮药而死。杨庆入朝，官至宜州刺史。

## 延伸阅读
[在维基数据编辑]
 《舊唐書·卷193》，出自刘昫《舊唐書》